# Kalchstraße 25

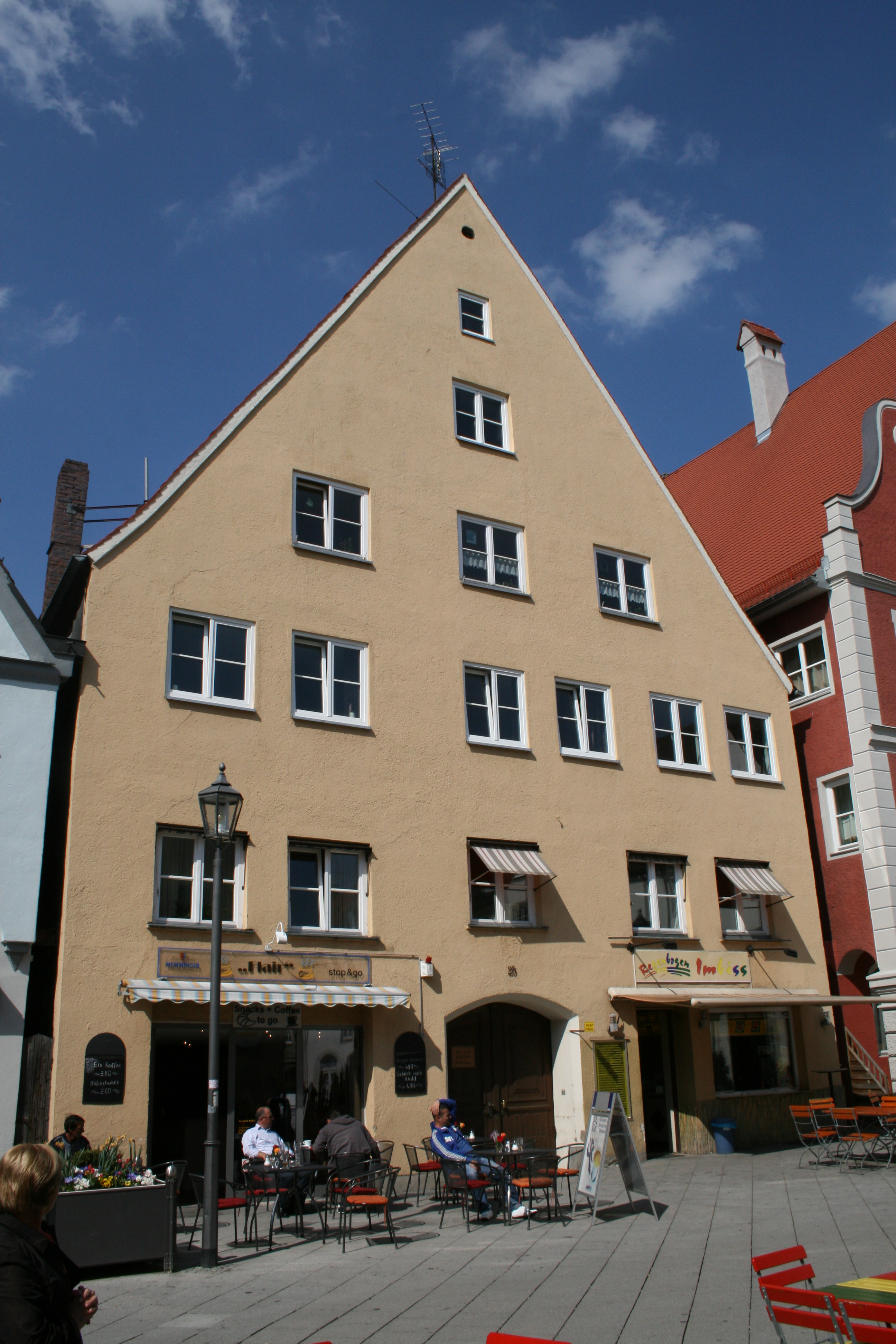
Die Kalchstraße 25

Kalchstraße 25 ist ein unter Denkmalschutz stehendes ehemaliges Bürgerhaus im oberschwäbischen Memmingen. Es umfasst die Hausnummern 25, 25a und 25b. Das Haus steht in der Stauferstadt ungefähr in der Mitte der Kalchstraße auf der Nordseite.
Das dreigeschossige Giebelhaus besitzt fünf Achsen und stammt im Wesentlichen aus dem 16. Jahrhundert. Die Flügel der stichbogigen, mittig in der Südseite befindlichen Haustür sind schlicht gefeldert und stammen aus der Zeit um 1800.
Das Erdgeschoss des Hauses wird von zwei Gastronomiebetrieben genutzt, die oberen Stockwerke sind bewohnt.